# قرار مجلس الأمن التابع للأمم المتحدة رقم 919
قرار مجلس الأمن التابع للأمم المتحدة رقم 919، المتخذ بالإجماع في 25 أيار / مايو 1994، بعد الإشارة إلى جميع القرارات المتعلقة بجنوب أفريقيا، ولا سيما القرارات 282 (1970)، 418 (1977)، 421 (1977)، 558 (1984) و591 (1986)، رحب المجلس بالانتخابات العامة الأخيرة والحكومة الجديدة وقرر، بموجب الفصل السابع من ميثاق الأمم المتحدة، إنهاء حظر الأسلحة وجميع القيود الأخرى المفروضة على جنوب أفريقيا.   
كما سيتم إنهاء الإجراءات المفروضة في قرارات أخرى. كما تم حل لجنة مجلس الأمن المنشأة بموجب القرار 421.
رحب ثابو مبيكي، نائب رئيس جنوب إفريقيا، برفع القيود، مشيرًا إلى «قبول الهيئة الدولية بأننا (جنوب إفريقيا) أصبحنا دولة ديمقراطية».

## روابط خارجية
- نص القرار في undocs.org